# Derichebourg (Unternehmen)
Derichebourg ist eine französische Unternehmensgruppe, die Entsorgungs- und Dienstleistungen für Unternehmen und Kommunen erbringt. Das Unternehmen besteht aus zwei Teilbereichen:
- „Derichebourg Environnement“ ist ein Entsorgungsunternehmen, es sammelt und behandelt Abfallstoffe
- „Derichebourg Multiservices“ besteht aus mehreren Sparten, die jeweils Dienstleistungen verschiedener Art erbringen

Das Unternehmen ist in 13 Ländern aktiv (Stand 2024). Die Aktien von Derichebourg werden an der Pariser Börse gehandelt. Größter Einzelaktionär ist die Familie Derichebourg.

## Geschichte
Guy Derichebourg machte sich 1956 mit einem Lieferwagen als Schrotthändler selbständig und gründete die Vorgängergesellschaft „Compagnie Française des Ferrailles“ (CFF). Das Unternehmen wuchs auch durch Zukäufe. Bald war CFF fast im ganzen Land präsent. Es wurden zusätzlich Nicht-Eisen Metalle gesammelt sowie Stahlhandel betrieben. 1963 wurden die Aktien an der Pariser Börse eingeführt. 1966 installierte die Gesellschaft den ersten Autoshredder in Frankreich, er besaß eine Kapazität von bis zu 500 Fahrzeugen pro Tag.
1968 begann Daniel Derichebourg, Sohn des Gründers und heutiger Präsident des Unternehmens, seine berufliche Laufbahn im Unternehmen. Neben dem Schrotthandel wurde das Recycling von gewerblichen Abfallstoffen als Geschäftszweig ausgebaut. 1975 wurde in Portsmouth, USA, die erste Tochtergesellschaft in Nordamerika gegründet. In den nächsten Jahren wuchs das Unternehmen durch mehrere Zukäufe. So wurde 1987 Métalinor, einer Tochtergesellschaft des Stahlherstellers Usinor-Sacilor, erworben, was zu einer Umsatzverdopplung führte. In Folge des Wachstums stieg die Zahl der Mitarbeiter von 800 im Jahr 1990 auf 3000 im Jahr 2005.
2005 erwarb CFF das Dienstleistungsunternehmen „Penauille Polyservices“. Daraus entstand der heutige Geschäftsbereich Derichebourg Multiservices. Als Folge der Fusion wurde der Name der Unternehmensgruppe von CFF in „Derichebourg“ geändert.
2013 verkaufte das Unternehmen die Tochtergesellschaft Servisair, die Dienstleistungen an Flughäfen erbringt. Neuer Eigentümer von Servisair wurde der Mitbewerber Swissport.
In den Folgejahren kauft Derichebourg weitere Unternehmen, um die regionale Präsenz in Frankreich, in Europa und in Nordamerika auszubauen sowie um den Dienstleistungsbereich um weitere Geschäftsfelder zu stärken.

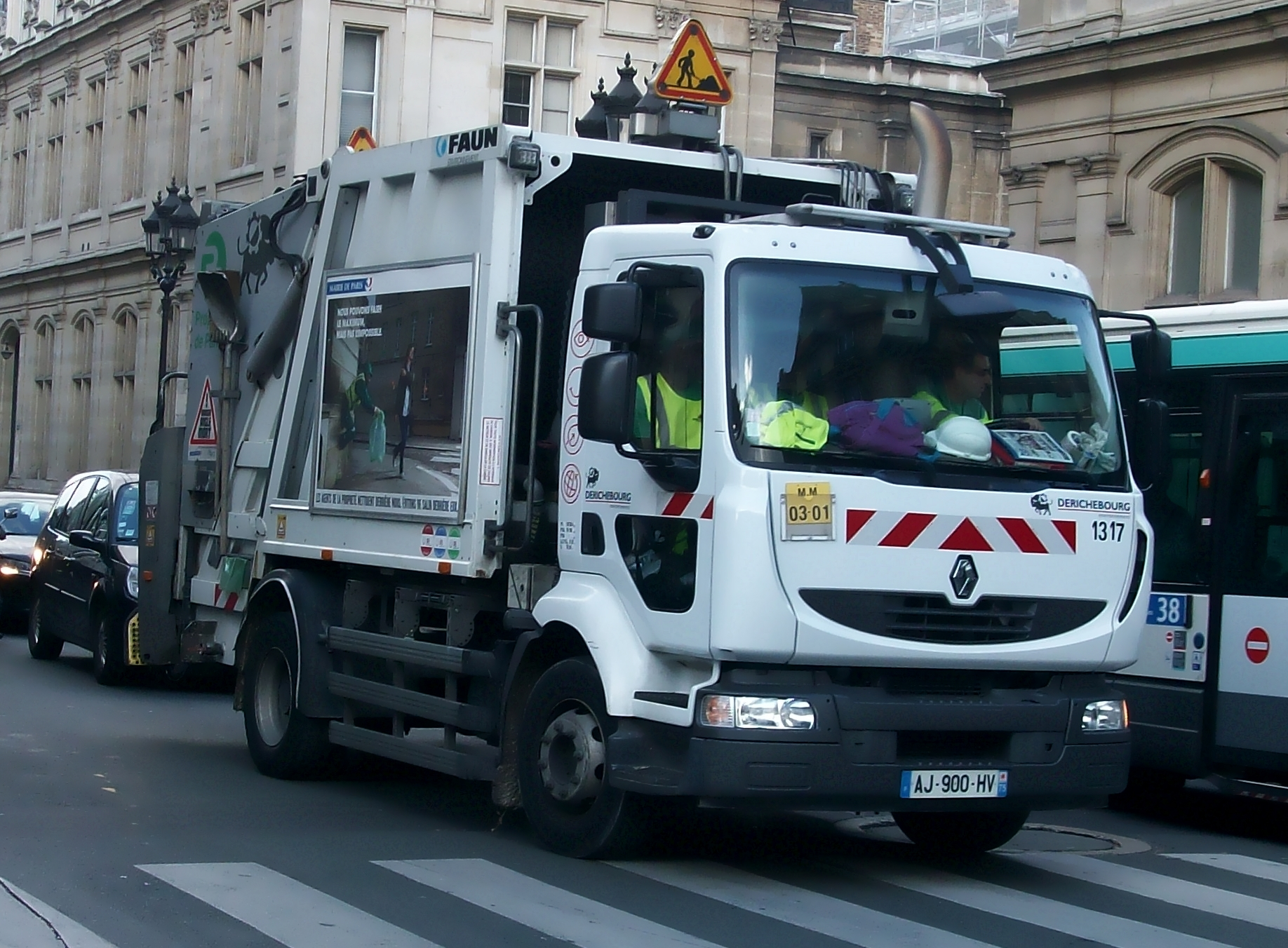
Derichebourg Müllwagen in Paris

## Derichebourg Environnement
Derichebourg Environnement ist ein Entsorgungsunternehmen, das Abfallstoffe sammelt, behandelt und recycelt sowie die gewonnenen Wertstoffe vermarktet. Kunden sind Gewerbe, Kommunen und Privatpersonen. Außerdem werden Dienstleistungen zur Stadtreinigung und zur Trink- sowie Abwasserbehandlung angeboten. Die Sparte erzielte 2021 einen Umsatz von 2,7 Mrd. € und beschäftigte 4626 Mitarbeiter.

## Derichebourg Multiservices
Derichebourg Multiservices bietet verschiedene Dienstleistungen für Geschäftskunden und für öffentliche Verwaltungen an:
Reinigung, Logistik, Wartung, Sicherheit
Logistik, Kurierdienste
Flughafendienstleistungen
Dienstleistungen im Nuklearbereich
Personalvermittlung, Interimsmanagement
Der Bereich erzielte 2021 einen Umsatz von 0,9 Mrd. €